# Benkeser反应
Benkeser反应（Benkeser reaction），又称Benkeser还原反应（Benkeser reduction）
芳香族化合物（如萘）和烯族化合物在锂或钙与低级胺作用下的催化氢化。
此反应是Birch还原的一种改进法。
产物有部分还原的单烯烃，如双环[3.3.0]癸-(1,9)-烯、双环[3.3.0]癸-(1,2)-烯，以及完全氢化的产物（双环[3.3.0]癸烷，即十氢萘）。可以通过控制反应条件来控制还原程度和反应的选择性。（Merck Index，第13版）

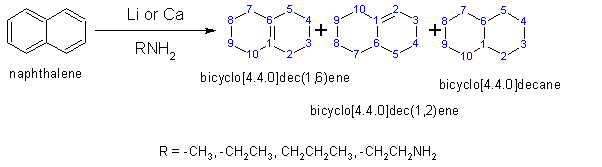
Benkeser反应